# Tânia Maranhão
Tânia Maria Pereira Ribeiro (São Luís, 3 de outubro de 1974) é uma ex-futebolista brasileira que atuava como zagueira e volante.

## Carreira
Iniciou sua carreira como jogadora de futsal, porém, em 1993, atuando pelo Eurosport da Bahia, começou a participar do futebol de campo. Atuou também pelo Saad, São Paulo, Grêmio Rayo Vallecano e Vasco. Com o Flamengo/Marinha, conquistou um Campeonato Carioca e o Campeonato Brasileiro de Futebol Feminino, ambos em 2016.

### Seleção Brasileira
Pela Seleção Brasileira de Futebol Feminino disputou os Jogos Pan-americanos de 2003 e de 2007, sendo campeã em 2007 ao vencer os Estados Unidos da América.

### Olimpíadas
Participou dos Jogos Olímpicos de 1996, 2000, 2004 e 2008. Conquistou a medalha de prata nas duas últimas ocasiões, perdendo as finais para os Estados Unidos.

### Copa do Mundo
Disputou também as Copas do Mundo de 1999, 2003 e 2007, sendo que desta última foi vice-campeã, a melhor colocação da seleção brasileira feminina em mundiais. Na partida final o Brasil perdeu para a Alemanha.